# Кислов, Николай Николаевич
Николай Николаевич Кислов (12 мая 1926, Афанасово, Владимирская губерния — 22 июня 1956) — советский военнослужащий, участник Великой Отечественной войны, полный кавалер ордена Славы, сапер-разведчик отдельной моторизированной инженерно-разведывательной роты, На момент представления к награждению орденом Славы 1-й степени — младший сержант, впоследствии — старшина.

## Биография
Родился 12 мая 1926 года в деревне Афанасово (ныне — Муромского района Владимирской области). Окончил 7 классов сельской школы и ремесленное училище в городе Муроме, получил специальность слесаря-инструментальщика. Первые два года войны работал на заводе.
В феврале 1943 года был призван Красную Армию. Прошел подготовку в запасном полку, обучался в школе разведчиков, но закончить не успел, был досрочно направлен на фронт. Был зачислен в 13-ю инженерно-саперную бригаду, в составе которой прошел до Победы. С июля 1943 года участвовал в боях с немецко-вражескими захватчиками. К лету 1944 года он стал уже опытным разведчиком, имевшим на своем счету более десятка поисков в тылу врага.
В июле 1944 года красноармеец Кислов, действуя в составе группы саперов, произвел разведку дороги Кашино — Верхнее Куниново. Разведчики установили численность и расположения войск противника у деревень Бардово, Бабаниха, Басалаево, Шапкино, доставили в штаб армии полученные сведения. Все участники рейда были представлены к наградам.
Приказом от 31 июля 1944 года красноармеец Кислов Николай Николаевич награждён орденом Славы 3-й степени.
Наступление продолжалось, в августе 1944 года части 10-й гвардейской армии вышли на территорию Латвии.
14-16 августа 1944 года младший сержант Кислов во главе группы разведчиков участвовал в рейде в тыл врага. В 20 км северо-восточнее поселка Цесвайне разведчики обнаружили возводимый противником новый рубеж обороны, определил его начертание и объём выполненных работ. Но группа была обнаружена и после ожесточенного боя Кислов остался один. Более 5 суток он в одиночку пробирался к линии фронта и смог доставить карту с ценными сведениями командованию.
Приказом по войскам 10-й гвардейской армии младший сержант Кислов Николай Николаевич награждён орденом Славы 2-й степени.
18-21 марта 1945 года младший сержант Кислов во главе группы разведчиков провел инженерную разведку в тылу противника, выявил оборонительные рубежи противника, состояние дорог и мостов. В районе юго-западнее города Салдус установил расположение опорных пунктов противника и районы сосредоточения войск. Все данные были нанесены на карту. При переходе линии фронта группа попал под артиллерийский огонь. Кислов был ранен осколком снаряда, но смог достигнуть линии своих траншей и доставить ценные сведения. 26 марта командиром бригады был представлен к награждению орденом Славы.
После госпиталя на фронт больше не вернулся. В мае 1945 года разведчику был вручен ещё один боевой орден — Красной Звезды.
Указом Президиума Верховного Совета СССР от 29 июня 1945 года за образцовое выполнение заданий командования в боях с немецко-вражескими захватчиками младший сержант Кислов Николай Николаевич награждён орденом Славы 1-й степени. Стал полным кавалером ордена Славы.
В 1945 году старшина Кислов был демобилизован. Вернулся на родину. Жил в деревне Мордвиново Муромского района. Более 5 лет трудился в колхозе имени Чкалова. В 1947 году стал членом ВКП/КПСС. Затем перешел на службу в органы милиции. В мае 1955 года вернулся в армии, был зачислен на сверхсрочную службу.
22 июня 1956 года Н. А. Кислов погиб в результате несчастного случая, попал под поезд и скончался от полученных травм. Похоронен на кладбище села Булатниково Муромского района.
Награждён орденами Красной Звезды, Славы 3-х степеней, медалями.